# 太田絢子
太田 絢子（おおた あやこ、1916年3月17日 - 2009年10月31日）は、昭和・平成期の歌人。歌誌『潮音』主宰を務めた。歌人・漢文学者の太田青丘は夫。『潮音』現主宰の木村雅子は娘。旧姓・近藤。

## 来歴
北海道利尻町生まれ。実践女子専門学校（現実践女子大学）国文科卒。在学中は高崎正秀の指導を受ける。同校助手を経て、北海道岩見沢農業高等学校、北海道小樽潮陵高等学校などの教員を歴任。小樽市を第二の故郷として愛した。
1950年（昭和25年）、歌誌『新墾』及び『潮音』に入社。後に『新墾』選者も務める。1957年（昭和32年）、師の小田観螢の媒酌により、太田青丘の後妻に入り、北海道を離れ鎌倉市に住む。1996年（平成9年）に夫の太田青丘の没後、『潮音』主宰を継承。信濃毎日新聞や読売新聞地方版「よみうり文芸」の歌壇選者を務めた。

## 著書
- 『南北』白玉書房　1964
- 『飛梅千里 太田絢子歌集』白玉書房　1973
- 『雲南 太田絢子歌集』短歌新聞社　1986　現代短歌全集
- 『春江花月 イメージの世界 太田絢子歌論集』短歌新聞社　1991
- 『月影 太田絢子歌集』短歌新聞社　2001　現代女流短歌全集
- 『桃夭 歌集』砂子屋書房　2010
- 『太田絢子全歌集』木村雅子編　短歌新聞社　2011

## 編著
- 『天山の桜 回想誌近藤俊一・近藤英二』編　石川書房　1991
- 『夏雲』太田青丘共編　潮音社　1996　潮音歌選
- 『對雲 歌集』編　潮音社　2004　潮音歌選
- 『ハマ瑰 歌集』編　潮音社　2008　潮音歌選

## 参考
- 『文藝年鑑2011』
- 読売新聞訃報